# Serravalle di Chienti
Serravalle di Chienti es una localidad y comune italiana de la provincia de Macerata, región de las Marcas, con 1132 habitantes.

## Evolución demográfica
| Gráfica de evolución demográfica de Serravalle di Chienti entre 1861 y 2001 |
|                                                                             |
| Fuente ISTAT - elaboración gráfica de Wikipedia                             |